# 21709 Sethmurray
21709 Sethmurray è un asteroide della fascia principale. Scoperto nel 1999, presenta un'orbita caratterizzata da un semiasse maggiore pari a 2,2597670 UA e da un'eccentricità di 0,0908468, inclinata di 6,06673° rispetto all'eclittica.